# Belgodère
Belgodère település Franciaországban, Haute-Corse megyében. Lakosainak száma 773 fő (2022. január 1.). Belgodère Occhiatana, Olmi-Cappella és Palasca községekkel határos.

## Népesség
A település népességének változása:
| Lakosok száma | 443  | 453  | 331  | 457  | 552  | 555  | 623  | 671  | 696  | 773  |
|               | 1968 | 1982 | 1990 | 2006 | 2013 | 2015 | 2017 | 2019 | 2020 | 2022 |